# Amand Bazard
Saint-Amand Bazard (Paris, 1791 - Courtry, 29 de Julho de 1832) foi um socialista francês, fundador de uma sociedade secreta francesa equivalente à Carbonária, denominada Charbonnerie française.
Participou na defesa de Paris em 1815, e mais tarde ocupou uma posição subordinada na prefeitura do departamento de Seine. Com 25 anos de idade foi nomeado cavaleiro da Legião de Honra. Por volta de 1820 reuniu alguns dos seus amigos patriotas numa sociedade chamada Amis de la Verité. A partir daqui desenvolveu-se todo um sistema do carbonarismo, cujos princípios peculiares foram introduzidos a partir da Itália por dois dos amigos de Bazard. O próprio Bazard estava à frente do corpo central e mesmo sendo o líder geral, contribuiu extensamente para o jornal carbonário, L'Aristarque. Um malsucedido levantamento em Belfort arruinou a sociedade, e os seus líderes viram-se compelidos a esconderem-se. Após permanecer algum tempo na obscuridade em Paris, Bazard chegou à conclusão de que os fins daqueles que queriam o bem do povo seriam mais facilmente atingidos, não pela agitação política, mas efectivando uma mudança radical na sua condição social.
Esta corrente de pensamento atrai-o naturalmente na direcção dos filósofos socialistas da escola de Saint-Simon, aos quais se juntou, contribuindo no seu jornal, Le Producteur; em 1828 começou a dar palestras públicas sobre os princípios da escola. A sua oposição à emancipação das mulheres levou a uma disputa com Enfantin em 1831, e Bazard encontrou-se quase abandonado pelos membros da sociedade. Atacou violentamente Enfantin, e durante uma discussão acalorada entre os dois foi acometido de apoplexia, em consequência da qual faleceu alguns meses depois em 29 de Julho de 1832.